# EMDR
Dessensibilização e reprocessamento por movimentos oculares, também conhecido pelo acrônimo de origem anglófona EMDR (Eye Movement Desensitization and Reprocessing), é um contestado método de psicoterapia desenvolvido por Francine Shapiro na década de 1990, na qual o paciente é solicitado a recordar imagens angustiantes; o terapeuta então direciona o paciente para um tipo de estímulo sensorial bilateral, como movimentos oculares de um lado para o outro ou toques manuais. Está incluído em várias diretrizes baseadas em evidências para o tratamento do transtorno de estresse pós-traumático (TEPT).
Tem sido controverso; críticos argumentaram que os movimentos oculares não aumentam sua eficácia e carecem de uma teoria falsificável. Embora várias metanálises tenham considerado tão eficaz quanto a terapia cognitivo-comportamental focada no trauma para o tratamento do TEPT, essas mesmas são preliminares, dados os baixos números nos estudos, as altas taxas de risco de viés do pesquisador e as altas taxas de abandono.

## Usos médicos
A pessoa que está sendo tratada é solicitada a relembrar imagens angustiantes enquanto gera um dos vários tipos de estímulos sensoriais bilaterais, como movimentos oculares de um lado para o outro ou toques manuais. Segundo a diretriz de prática da Organização Mundial da Saúde de 2013: "Assim como a terapia comportamental cognitiva (TCC) com foco no trauma, o EMDR visa reduzir o sofrimento subjetivo e fortalecer as crenças adaptativas relacionadas ao evento traumático. Contudo, o método não envolve descrições detalhadas do evento, contestação direta de crenças, exposição prolongada ou terapias caseiras."

### Evidência
O número de evidências trazem resultados conflitantes, assim como recomendação de cautela na interpretação dos resultados devido ao baixo número de estudos incluídos, risco de viés do pesquisador, altas taxas de abandono e qualidade geral "muito baixa" de evidência em comparações com outras psicoterapias.
Uma metanálise de 1998 descobriu que o método era tão eficaz quanto a terapia de exposição e os ISRS. Quatro anos depois, os resultados concluíram que o EMDR não é tão eficaz nem duradouro como a terapia de exposição tradicional. Já outras duas metanálises datadas de 2005 e 2006 sugeriram que o método possuí efeitos equivalentes com a terapia de exposição tradicional após o tratamento e no acompanhamento.
Em 2006, duas metanálises descobriram que o EMDR é pelo menos equivalente em tamanho de efeito a terapias de exposição específicas. Três anos depois, um estudo do tratamento de estupro concluiu que o método teve alguma eficácia. Outro estudo de 2009 concluiu que o EMDR é de eficácia semelhante a outras terapias de exposição e mais eficaz que os ISRSs, a terapia centrada no problema ou o "tratamento usual". No ano seguinte, uma metanálise concluiu que todos os tratamentos "de boa-fé" eram igualmente eficazes, mas houve algum debate sobre a seleção do estudo de quais tratamentos eram "de boa-fé".
Uma revisão sistemática da Cochrane comparou o EMDR com outras psicoterapias no tratamento do TEPT crônico e constatou que o método é tão eficaz quanto a Terapia Comportamental Cognitiva Focada em Trauma (TFCBT) e mais eficaz que as outras psicoterapias não-TFCBT. Outra revisão sistemática examinou quinze ensaios clínicos de EMDR com e sem os movimentos dos olhos, descobrindo que o efeito era maior quando os movimentos dos olhos eram usados. Novamente, a interpretação foi experimental e os autores alegaram que a qualidade dos estudos não era boa e, consequentemente, pode ter distorcido os resultados. "Além de garantir verificações adequadas da qualidade do tratamento, havia outros problemas metodológicos sérios com estudos no contexto da terapia", afirmaram.

### Posicionamento de instituições
As diretrizes de 2009 da Sociedade Internacional para Estudos de Estresse Traumático classificaram o EMDR como um tratamento de nível A baseado em evidências para TEPT em adultos. Outras diretrizes que recomendam a terapia com EMDR - assim como a TCC e a terapia de exposição - para o tratamento de traumas incluem o Instituto Nacional de Excelência em Saúde e Cuidados (2005), Centro Australiano de Saúde Mental Pós-Traumática (2007), as diretrizes do Comitê Diretivo Nacional neerlandês de Saúde Mental e Cuidados (2003), a Associação Americana de Psiquiatria (2004), os Departamentos de Assuntos de Veteranos e de Defesa (2010), a Administração de Serviços de Saúde Mental e Abuso de Substâncias (2011), e Organização Mundial de Saúde (2013), apenas para TEPT, não para tratamento de estresse agudo.